# Johnny Mercer

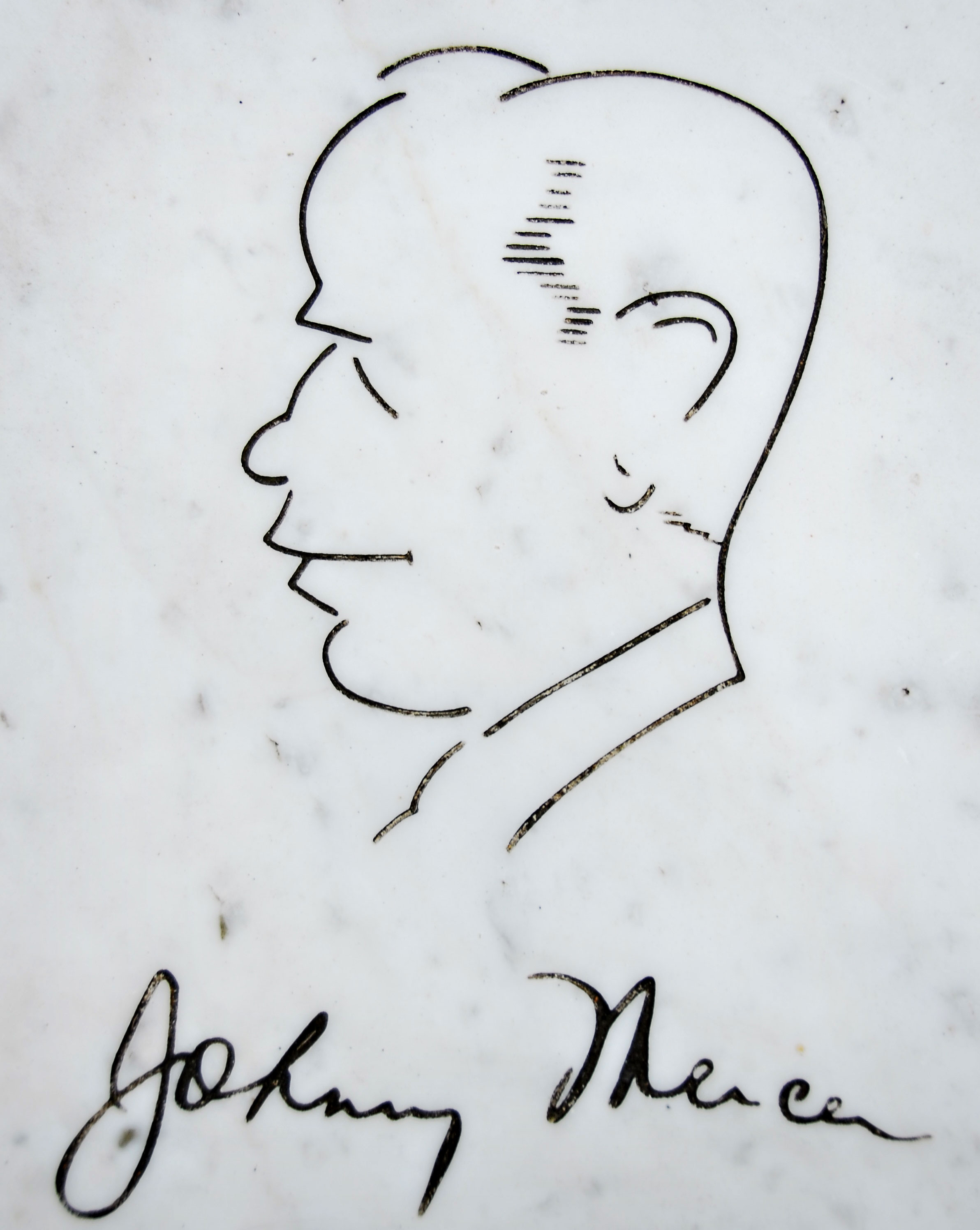
Desenho e assinatura de Johnny Mercer

John Herndon "Johnny" Mercer (Savannah, 18 de novembro de 1909 - 25 de junho de 1976) foi um letrista, compositor e cantor americano. Ele também foi um executivo de uma gravadora que co-fundou a Capitol Records com o empresário da indústria musical Buddy DeSylva e Glenn E. Wallichs. 
Ele é mais conhecido como um letrista de Tin Pan Alley, mas também compôs música. Ele também foi um cantor popular que gravou suas próprias canções, bem como canções escritas por outros de meados dos anos 1930 até meados dos anos 1950. As canções de Mercer estavam entre os sucessos mais populares da época, incluindo "Moon River", "Days of Wine and Roses", "Autumn Leaves" e "Hooray for Hollywood". Ele escreveu as letras de mais de 1 500 canções, incluindo composições para filmes e shows da Broadway. Ele recebeu dezenove indicações ao Oscar e ganhou quatro Oscars de Melhor Canção Original.

## Musicas
| Datas | Título                                        | Musica de                                            | Notas                                                     |
| ----- | --------------------------------------------- | ---------------------------------------------------- | --------------------------------------------------------- |
| 1933  | "Lazy Bones"                                  | Hoagy Carmichael                                     |                                                           |
| 1934  | "P.S. I Love You"                             | Gordon Jenkins                                       |                                                           |
| 1936  | "Goody Goody"                                 | Matty Malneck                                        |                                                           |
| 1936  | "I'm an Old Cowhand from the Rio Grande"      | Johnny Mercer                                        |                                                           |
| 1937  | "Hooray for Hollywood"                        | Richard A. Whiting                                   |                                                           |
| 1937  | "Too Marvelous for Words"                     | Richard A. Whiting                                   |                                                           |
| 1938  | "Jeepers, Creepers!"                          | Harry Warren                                         |                                                           |
| 1938  | "You Must Have Been a Beautiful Baby"         | Harry Warren                                         |                                                           |
| 1938  | "When a Woman Loves a Man"                    | Bernie Hanighen, Gordon Jenkins                      |                                                           |
| 1939  | "And the Angels Sing"                         | Ziggy Elman                                          |                                                           |
| 1939  | "Cuckoo in the Clock"                         | Walter Donaldson                                     |                                                           |
| 1939  | "Day In, Day Out"                             | Rube Bloom                                           |                                                           |
| 1939  | "I Thought About You"                         | Jimmy Van Heusen                                     |                                                           |
| 1939  | "Wings Over the Navy"                         | Harry Warren                                         |                                                           |
| 1940  | "Fools Rush In"                               | Rube Bloom                                           |                                                           |
| 1941  | "Blues in the Night"                          | Harold Arlen                                         |                                                           |
| 1941  | "I Remember You"                              | Victor Schertzinger                                  |                                                           |
| 1941  | "Tangerine"                                   | Victor Schertzinger                                  |                                                           |
| 1941  | "This Time the Dream's on Me"                 | Harold Arlen                                         |                                                           |
| 1942  | "Moon Dreams"                                 | Chummy MacGregor (co-writer)                         |                                                           |
| 1942  | "Dearly Beloved"                              | Jerome Kern                                          |                                                           |
| 1942  | "Hit the Road to Dreamland"                   | Harold Arlen                                         |                                                           |
| 1942  | "I'm Old Fashioned"                           | Jerome Kern                                          |                                                           |
| 1942  | "Skylark"                                     | Hoagy Carmichael                                     |                                                           |
| 1942  | "That Old Black Magic"                        | Harold Arlen                                         |                                                           |
| 1942  | "Trav'lin' Light"                             | Jimmy Mundy, Trummy Young                            |                                                           |
| 1943  | "Dream"                                       | Johnny Mercer                                        |                                                           |
| 1943  | "My Shining Hour"                             | Harold Arlen                                         |                                                           |
| 1943  | "One for My Baby (and One More for the Road)" | Harold Arlen                                         | Temas de 1957–1958 NBC serie de detetive Meet McGraw      |
| 1944  | "Ac-Cent-Tchu-Ate the Positive"               | Harold Arlen                                         |                                                           |
| 1944  | "G.I. Jive"                                   | Johnny Mercer                                        |                                                           |
| 1945  | "Laura"                                       | David Raksin                                         |                                                           |
| 1945  | "Out of This World"                           | Harold Arlen                                         |                                                           |
| 1946  | "Any Place I Hang My Hat Is Home"             | Harold Arlen                                         |                                                           |
| 1946  | "I Had Myself a True Love"                    | Harold Arlen                                         |                                                           |
| 1946  | "Come Rain or Come Shine"                     | Harold Arlen                                         |                                                           |
| 1946  | "On the Atchison, Topeka and the Santa Fe"    | Harry Warren                                         | Para o filme The Harvey Girls                             |
| 1947  | "Autumn Leaves"                               | Joseph Kosma, orig. French lyrics by Jacques Prévert |                                                           |
| 1951  | "In the Cool, Cool, Cool of the Evening"      | Hoagy Carmichael                                     | Para o filme Here Comes the Groom                         |
| 1952  | "I Wanna Be a Dancing Man"                    | Harry Warren                                         |                                                           |
| 1952  | "The Glow-Worm"                               | Paul Lincke                                          |                                                           |
| 1953  | "Satin Doll"                                  | Duke Ellington, Billy Strayhorn                      |                                                           |
| 1954  | "Midnight Sun"                                | Lionel Hampton, Sonny Burke                          |                                                           |
| 1954  | "Something's Gotta Give"                      | Johnny Mercer                                        |                                                           |
| 1956  | "I'm Past My Prime"                           | Gene de Paul                                         |                                                           |
| 1956  | "Jubilation T. Cornpone"                      | Gene de Paul                                         |                                                           |
| 1956  | "Bernardine"                                  | Johnny Mercer                                        | Para o filme Bernardine                                   |
| 1956  | "Technique"                                   | Johnny Mercer                                        | Para o filme Bernardine                                   |
| 1959  | "I Wanna Be Around"                           | Johnny Mercer, Sadie Vimmerstedt                     |                                                           |
| 1961  | "Moon River"                                  | Henry Mancini                                        | Para o filme Breakfast at Tiffany's                       |
| 1962  | "Days of Wine and Roses"                      | Henry Mancini                                        | Para o filme Days of Wine and Roses                       |
| 1962  | "Drinking Again"                              | Doris Tauber                                         |                                                           |
| 1963  | "Charade"                                     | Henry Mancini                                        |                                                           |
| 1963  | "Meglio stasera" (It Had Better Be Tonight)   | Henry Mancini                                        | Para o filme The Pink Panther                             |
| 1964  | "Emily"                                       | Johnny Mandel                                        |                                                           |
| 1964  | "Lorna"                                       | Mort Lindsey                                         |                                                           |
| 1964  | "Talk to Me, Baby"                            | Bobby Dolan                                          | Para o filme Broadway Foxy                                |
| 1965  | "Summer Wind"                                 | Henry Mayer                                          |                                                           |
| 1970  | "Whistling Away the Dark"                     | Henry Mancini                                        | Para o filme Darling Lili                                 |
| 1973  | "The Phony King of England"                   | Johnny Mercer                                        | Para Disney filme Robin Hood                              |
| 1984  | "When October Goes"                           | Barry Manilow                                        | Para 2:00 AM Paradise Cafe                                |
| 1988  | "If It Can't Be You"                          | Barry Manilow                                        |                                                           |
| 1988  | "At Last"                                     | Barry Manilow                                        |                                                           |
| 1988  | "Heart of Mine, Cry On"                       | Barry Manilow                                        |                                                           |
| 1988  | "When The Meadow Was Bloomin' "               | Barry Manilow                                        | Para o filme With My Lover Beside Me (Nancy Wilson album) |
| 1988  | "Just Remember"                               | Barry Manilow                                        | Para o filme The Complete Collection and Then Some...     |
| 1988  | "Can't Teach My Old Heart New Tricks"         | Barry Manilow                                        | Para The Complete Collection and Then Some...             |

## Discografia
- Johnny Mercer Sings (Capitol, 1950)
- Two of a Kind with Bobby Darin (ATCO, 1961)
- Johnny Mercer with Paul Weston's Orchestra 1944 (Hindsight, 1980)
- Sweet Georgia Brown with Paul Weston (Hindsight, 1995)
- Johnny Mercer Sings Personality (ASV-Living Era, 2002)
- Johnny Mercer: Mosaic Select #28 (Mosaic, 2007)
- Mercy Sings Mercer (Capitol, 2009)